# Vața de Sus
Vața de Sus (in ungherese Fëlváca) è una località nel comune di Vața de Jos, ubicata nel distretto di Hunedoara, all'interno della regione storica della Transilvania.

## Storia
La prima notizia scritta di questo villaggio è datata 1439, col nome di Felso-Vattya. Sino al 1919 apparteneva all'Ungheria.
Nel 1910 aveva 632 abitanti; nel 1992 erano scesi a 415.